# Обработка непрофилированным электродом

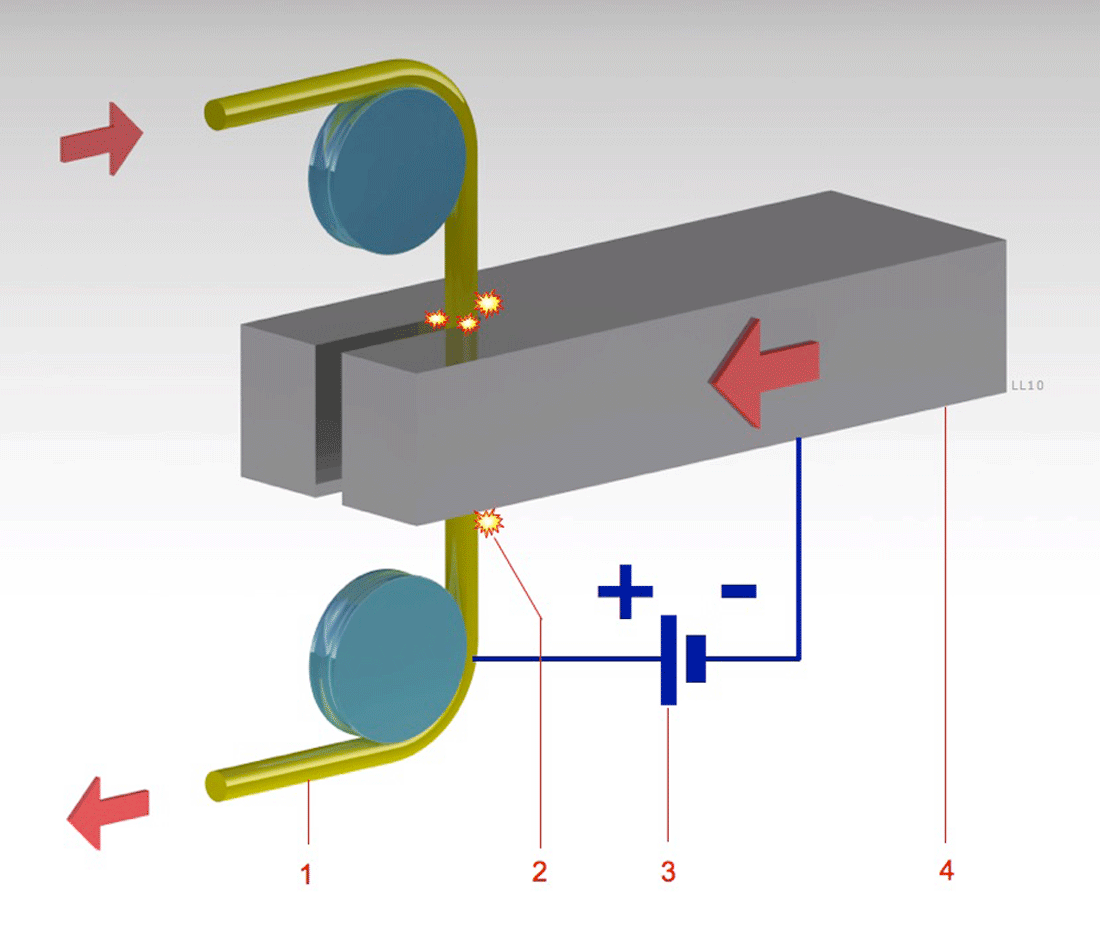
Используется также включение на обратную полярность.

Обработка непрофилированным электродом — это один из видов электроэрозионной обработки. Обработка ведётся непрофилированным инструментом — так называемым «бесконечным электродом» — проволокой. Применяется латунная, медная, вольфрамовая и молибденовая проволока диаметром 0,02-0,3 мм.
Обработка происходит при прямой полярности, то есть заготовка является анодом (+), а электрод-инструмент — катодом (-) и ведётся на копировально-вырезных станках.

## Особенности обработки непрофилированным электродом
1. Высокая точность получения профилей благодаря автоматизации управления движения обрабатываемых изделий.
2. Износ инструмента не оказывает влияния на качество обработки.
3. Контур обработанной поверхности одинаков по всей ширине — проволока уходит из зоны обработки, наматываясь на вторую катушку, а зону обработки поступает новая проволока с первой катушки.

## Точность обработки непрофилированным электродом
Точность обработки зависит от целого ряда параметров:
1. Межэлектродный зазор
2. Точность изготовления и установки шаблонов
3. Точность копирования

### Межэлектродный зазор
При электроискровой обработке пробой промежутка между электродами наступает раньше их касания, поэтому размеры электрода всегда отличаются от размеров отверстия в детали на удвоенную величину межэлектродного зазора. Определение этой величины необходимо для проектирования шаблонов и расчета истинных размеров обрабатываемых контуров.

### Точность изготовления и установки шаблонов
При обработке применяют следующие задающие элементы и устройства: профильные накладные шаблоны и программное управление.
Наиболее часто применяются шаблоны, которые обеспечивают многократное получение идентичных по форме и размерам деталей высокой точности.
Все погрешности шаблонов переносятся на деталь, поэтому необходимо рассматривать все причины возникновения погрешностей при изготовлении шаблонов и искать способы их уменьшения.
Для точного перенесения размеров шаблона на деталь необходимо установить его так, чтобы исключить возникновение новых погрешностей. При обработке шаблон устанавливают на заготовку через изолирующий материал. В зависимости от контура детали может применяться механическое крепление шаблона или же клеевое соединение.
Погрешности установки делятся на два типа:
1. Погрешности установки шаблона на деталь, возникающие вследствие коробления, биения деталей и других причин. Здесь наибольшее влияние оказывает осевое и радиальное смещения, которые зависят от размеров детали.
2. Погрешности установки детали на станок: непараллельность торцовой поверхности шаблона, прилегающей к изолятору, и основания заготовки; погрешности установки стола станка; перекос проволоки относительно стола; погрешности, вызванные силой прижима детали к столу.

### Точность копирования
Процесс обработки деталей непрофилированным электродом может выполняться как по шаблону, так и без него. В этом случае точность изготовления контура определяется точностью и жесткостью элементов станка.

## Качество поверхности
Оценивается шероховатостью и состоянием поверхностного слоя.

### Шероховатость
При обработке металлов электроискровым методом рельеф поверхности имеет специфический характер — даже в случае обработки на чистовых режимах наблюдаются произвольно расположенные лунки. Их размер зависит от материала электродов, электрического режима и других факторов.
Высота неровностей может быть выражена через радиус, глубину лунки и степень перекрытия её соседними лунками, и является функцией энергии единичных импульсов и частоты их следования.

### Состояние поверхностного слоя
При электроискровой обработке поверхностный слой детали претерпевает значительные изменения. Он слабо зависит от толщины деталей, диаметра проволоки-электрода и скорости перемотки. Величина измененного слоя определяется параметрами единичного импульса и, подобно шероховатости поверхности, зависит от ёмкости и напряжения.

## Производительность процесса обработки
На производительность при обработке непрофилированным электродом влияют следующие факторы: характеристика проволоки-катода, толщина детали и угол поворота.

### Влияние характеристик проволоки-катода
К проволоке-электроду предъявляют следующие требования:
1. Малое удельное сопротивление материала.
2. Высокая прочность на разрыв, высокие пластические свойства материала.
3. Невысокая стоимость проволоки.

Скорость перемотки так же важна — она изменяет интенсивность удаления частиц эрозии из зоны обработки.

### Влияние толщины детали на производительность
Наибольшее влияние на производительность толщина детали оказывает в случае обработки узких пазов проволокой-катодом диаметром 0,10-0,15 мм, когда условия удаления продуктов эрозии неблагоприятны.
С возрастанием толщины детали производительность снижается для обеих групп материалов (твердых сплавов и сталей), причем у сталей это изменение происходит значительно интенсивнее, чем у твердого сплава. Производительность обработки стальных деталей несколько выше, количество удаляемых продуктов эрозии больше, следовательно, более вероятны пропуски разрядов из-за нестабильности процесса, особенно для толстых деталей.

### Влияние угла поворота
Суммарная производительность обработки непрофилированным электродам при значениях угла поворота θ от −45 до +45 градусов не зависит от угла поворота. Практически возможна обработка с углами от 50 до 55 градусов. При дальнейшем увеличении или уменьшении θ, производительность резко снижается.

### Зависимость производительности от электрического режима обработки
Здесь учитывают следующие факторы:
1. Ёмкость конденсатора — влияет на величину энергии единичных импульсов и частоту их следования, то есть на те факторы, от которых зависит съём материала с анода-детали.
2. Ток короткого замыкания и напряжение при оптимальном режиме — ток короткого замыкания влияет на частоту следования импульсов, а напряжение — на энергию и частоту импульсов.

### Влияние фазового состава и легирующих элементов на производительность
Производительность процесса обработки для разных материалов различно. Например, для некоторых сталей (Р9) снятие материала несколько меньше, чем у твердых сплавов. Это можно объяснить влиянием компонентов материала на его обрабатываемость.
Электроискровой процесс обработки непрофилированным электродом обладает низкой производительностью (хотя его производительность для сталей в 30-50 раз выше, чем при любом другом методе электроискровой обработки) при высокой точности, что позволяет использовать его в единичном производстве, а также при производстве инструмента, где его применение дает наибольший экономический эффект.

## Стабильность процесса обработки

### Причины нарушения стабильности
Процесс обработки непрофилированным электродом стальных заготовок толщиной более 2-3 мм протекает нестабильно ввиду загрязнения зоны резания продуктами обработки, выделяющимися из электродов и рабочей среды.
Нарушения процесса происходят ввиду наличия в стали углерода. С понижением содержания углерода процесс становится более стабильным. Кроме того, стальные детали и продукты эрозии после обработки непрофилированным электродом заметно намагничиваются. Для немагнитных материалов процесс протекает устойчиво.

### Последствия нарушения стабильности обработки
Продукты эрозии являются токопроводящими, обладают хорошим сцеплением и в зоне обработки при ширине паза 0,10-0,12 мм могут образовывать сплошную структуру загрязнения.
Это приводит к тому, что при реверсировании проволока-катод не может свободно перемещаться в обратном направлении, поэтому следящая система станка реагирует на короткое замыкание проволоки и детали через продукты эрозии. Происходит обрыв электрода.
Ввести оборванную проволоку в паз без переустановки заготовки зачастую просто не возможно, поэтому приходится начинать обработку сначала. При повторном прорезании паза износ проволоки значительно меньше, поэтому ширина паза возрастает, нарушается точность контура и понижается качество поверхности.
При неустойчивом протекании процесса резко снижается производительность, возникают частые короткие замыкания, на обработанной поверхности появляются риски и дефекты, которые приводят к браку деталей.

### Способы стабилизации процесса
Для стабилизации процесса возможно следующее:
1. Увеличивать диаметр проволоки (оптимально — не ниже 0,2 мм) — это повышает «степень очистки паза» (отношение ширины паза, свободной от загрязнений, к общей ширине паза) — улучшается циркуляция рабочей жидкости в зоне обработки, частицы из зоны резания вымываются в тот момент, когда они ещё не успели осесть на стенки паза и находятся во взвешенном состоянии.
2. Использовать в качестве рабочих жидкостей керосин (для деталей толщиной 3-4 мм), спирт (30-35 мм), масло с небольшой вязкостью (для прорезки коротких пазов(до 2 мм), а также для обработки по шаблону деталей толщиной до 20 мм).

Так же применяют ультразвуковую очистку рабочих сред.

## Современные станки
В настоящее время существуют станки с ЧПУ, программное устройство которых обеспечивает не только регулирование движений формообразования, но и регулирование технологического режима — напряжение на искровом промежутке. В станках такого типа обеспечивают управление по четырём и больше координатным осям.